# ホセ・モシーニョ
ホセ・マリアーノ・モシーニョ・スアレス・ロサノ（José Mariano Mociño Suárez Lozano）またはホセ・マリアーノ・モシーニョ（José Mariano Mociño、1757年 – 1820年6月12日）は新大陸（ヌエバ・エスパーニャ、現在のメキシコ生まれ）のスペインの植物学者である。メキシコや北アメリカの植物や動物生物の生態に関する研究や地質、文化人類学的な研究を行った。

## 生涯
現在のメキシコ、メヒコ州のTemascaltepecに生まれた。貧しかったがさまざまな仕事をしながら、Seminario Tridentino de Méxicoで物理、数学、植物学、化学を学んだ。1778年に卒業し、1791年に、マルティン・セセー（Martín Sessé y Lacasta）が隊長を務める植物調査の探検のメンバーに加わった。現在のメキシコの各地や北米大陸の西海岸、現在のカリフォルニア州やオレゴン州、アラスカや現在のカナダのブリティッシュ・コロンビア州まで踏査した。この探検旅行で当時としては最も重要な博物学的コレクションを築いた。
1795年からスペイン王カルロス3世の命令でメキシコの自然産物を調査する探検旅行を何度か行い、3000リーグを越える調査旅行を行い、重要な薬草や多くのスケッチを集め、1803年にスペインにもたらした。スペインではマドリードの医学アカデミーの事務局長や会長に任じられた。
ナポレオン戦争中にイベリア半島で戦われたスペイン独立戦争では、ジョゼフ・ボナパルトの側につき、フランス帝国軍が撤退した後、捕らえられた。その後フランスに亡命し、モンペリエで、スイスの植物学者、オーギュスタン・ピラミュス・ドゥ・カンドールに出会い、自ら守った標本とメキシコの植物に関する原稿を託した。
カンドールはモシーニョをジュネーヴに伴い、モシーニョはジュネーヴ大学の教授となった。1818年にスペインに戻るとき託した標本と原稿の返却を受け、マドリードの植物園に保管されている。バルセロナで貧窮のうちに没した。
著書に『ホルージョ火山の研究』（Descripción del Volcan Jorullo en versos latinos:Mexico, 1801)や、『自然科学史料』（Anales de Ciencias Naturales:Madrid, 1804）の中の『ゴム樹脂の観察』（“Observaciones sobre la resina del hule,”）もある。
助手を務めた、パブロ・デ・ラ・ジャーベ (Pablo de La Llave)によってケツァール属の鳥の種小名 mocinnoに献名されている。